# Риан Мансер
Риан Мансер (на английски: Riaan Manser) е южноафрикански пътешественик.

## Биография
Роден е на 4 септември 1973 г. в Претория, ЮАР.
До 2021 г. той е издал три книги – първата му e за пътешествията му през Мадагаскар, втората – за Исландия и третата – как обикаля Африка на колело през 2014 г. Минава през 34 страни и изминава 34 000 километра в период от 2 години. След като прекосява континента, получава признание от Нелсън Мандела на лична среща с Риан.
Той и съпругата му Васти са единствените хора, плавали от Африка до Северна Америка с лодка. На 8 юли 2009 г. става първият човек, обиколил с каяк 5000-километровата брегова линия на Мадагаскар. В продължение на 11 месеца той пътешества съвсем сам около четвъртия по големина остров в света, изпитвайки до краен предел волята, късмета и лодката си.

## Произведения
- Around Africa on My Bicycle (2007)
Около Африка с колело, изд.: „Вакон“, София (2018), прев. Кристина Димитрова
- Around Madagascar on My Kayak (2010)
С каяк около Мадагаскар, изд.: „Вакон“, София (2016), прев. Виолета Петрова
- Around Iceland on Inspiration (2012)